# Takht-i-Bahi
Takht-i-Bahi (urdú: تختِ باہی o Takhtbai o Takht Bahai) és un dels complexos monàstics budistes més grans i dels millors conservats de Pakistan, amb vistes a la Vall de Peshawar. Fou fundat al segle I d.C. i resta actiu fins al s. VII. S'ubica a quinze quilòmetres de Mardan (província de la Frontera Nord-est de Pakistan). L'any 1980 fou declarat Patrimoni de la Humanitat per la UNESCO juntament amb les runes properes a la ciutat fortificada de Sahr-i-Bahlol, per ser una de les arquitectures monàstiques budistes més representatives d'aquell període.

## Etimologia
L’origen del seu nom és incert. La creença local defensa que el lloc deu el seu nom a dos pous situats en el turó o als manantials propers. En persa i urdú, takht significa “tron” o “cim”, i bahi “aigua” o “font”. Quan aquestes paraules es combinen, el seu significat és “manantial des del cim” o “alt manantial”. Un altre significat suggerit és “tron d’origen”.
Una altra possibilitat etimològica explica que el nom ve donat pels musulmans que van arribar a la regió posteriorment. La paraula bahi en àrab vol dir “bonic” o “brillant”. En un altre sentit, bahi significa “la casa que està buida i abandonada”. Per altra banda, takht vol dir “castell” o “palau”. Per tant, Takht-i-Bahi significa en àrab “un castell on ja no hi ha instal·lat un rei i ha quedat abandonat”.

## Història
El primer registre del complex es troba amb el monjo pelegrí d’origen xinès Xuan Zang, el qual va viatjar a Índia a la recerca de textos budistes. En temps moderns, el primer en mencionar el lloc va ser el general francès Court. El 1836, treballant al servei del maharajà Ranjit Singh, es va referir a les restes budistes d'un poble anomenat Mazdoorabad.
El complex va ser explorat el 1864 pel doctor Henry Walter Bellew, un metge britànic nascut a l'Índia, com a part d'un estudi arqueològic. Aquest estudi va donar lloc a una sèrie d’excavacions que, posteriorment (1910-1911), portarien a l'arqueòleg Harold Hargreaves a realitzar una sèrie d'investigacions al jaciment.
Tot i que el director general del Servei Arquelògic de l'Índia, John Marshall, creia que el monestir havia aparegut en la regió de Gandhara per primer cop en el segle I, els estudis més recents del Departament d'Arqueologia del Museu de Peshawar suggereixen que el lloc es va desenvolupar com un complex monàstic budista ja des del segle I a.C., durant el Regnat Indo-Part del governant Gondofares I. Això ho podem saber gràcies a les inscripcions trobades que porten el seu nom.
A partir de les estructures trobades, el Departament d'Arqueologia del Museu de Peshawar ha dividit la construcció del jaciment en quatre períodes diferents. Precisament amb Gondofares I s’inicià la primera fase constructiva del complex, realitzada entre els segles I a.C. i II d.C., la qual comprèn la construcció del pati de l'stupa, un grup d’stupes ubicats en un pati central, i el monestir en sí, junt amb la cuina i el refectori. Després del control de Gondofares I, l’àrea va quedar sota el control del primer rei kuixan Kujula Kadphises. Aquesta primera era està associada també amb el rei kuixan Kanishka i amb els primers reis parts i posteriors de l'imperi.
Una segona fase comprèn l’anomenat saló d’actes, construït durant els segles III i IV. Es creu que el pati de tres stupes forma part d’una tercera fase realitzada durant els segles IV i V. Durant aquesta fase, la dinastia kuixan segueix en el poder. Finalment, el complex tàntric que consta de petites cambres de baix nivell, com cel·les de meditació, i el pati obert completen la quarta fase que abarca els segles VI i VII.
Els heftalites o huns blancs d’Àsia Central van ser els principals responsables de la devastació dels monestirs budistes a Gandhara, inclòs Takht-i-Bahi, i també els principals responsables de la fi del domini kuixan. L’hun Toramana, i posteriorment el seu fill Mihirakula, van massacrar als habitants de la regió de Gandhara i van destruir la majoria, si no tots, els monestirs budistes. L’evidència suggereix que Takht-i-Bahi va ser destruït en el mateix període de destrucció dels huns. Tot i així, el complex sembla haver estat en ús fins al segle VII d.C.
Les excavacions il·legals, instigades pels traficants d'antiguitats i realitzades per la població local – pobre i amb una elevada taxa d'analfabetisme, estan fent malbé els monuments històrics. Tot i així, el jaciment de Takht-i-Bahi suposa una gran font d'informació històrica, no només pel budisme, també per la història de Pakistan.

## Arquitectura
Els primers monestirs del subcontinent indi estaven oberts al públic. Els monestirs de la cultura de Gandhara, en canvi, es tancaven a l'exterior amb murs fortificats. L'entrada a Takht-i-Bahi es doblava des de l'eix, constituint un disseny exemplar per l'arquitectura d'aquesta regió.

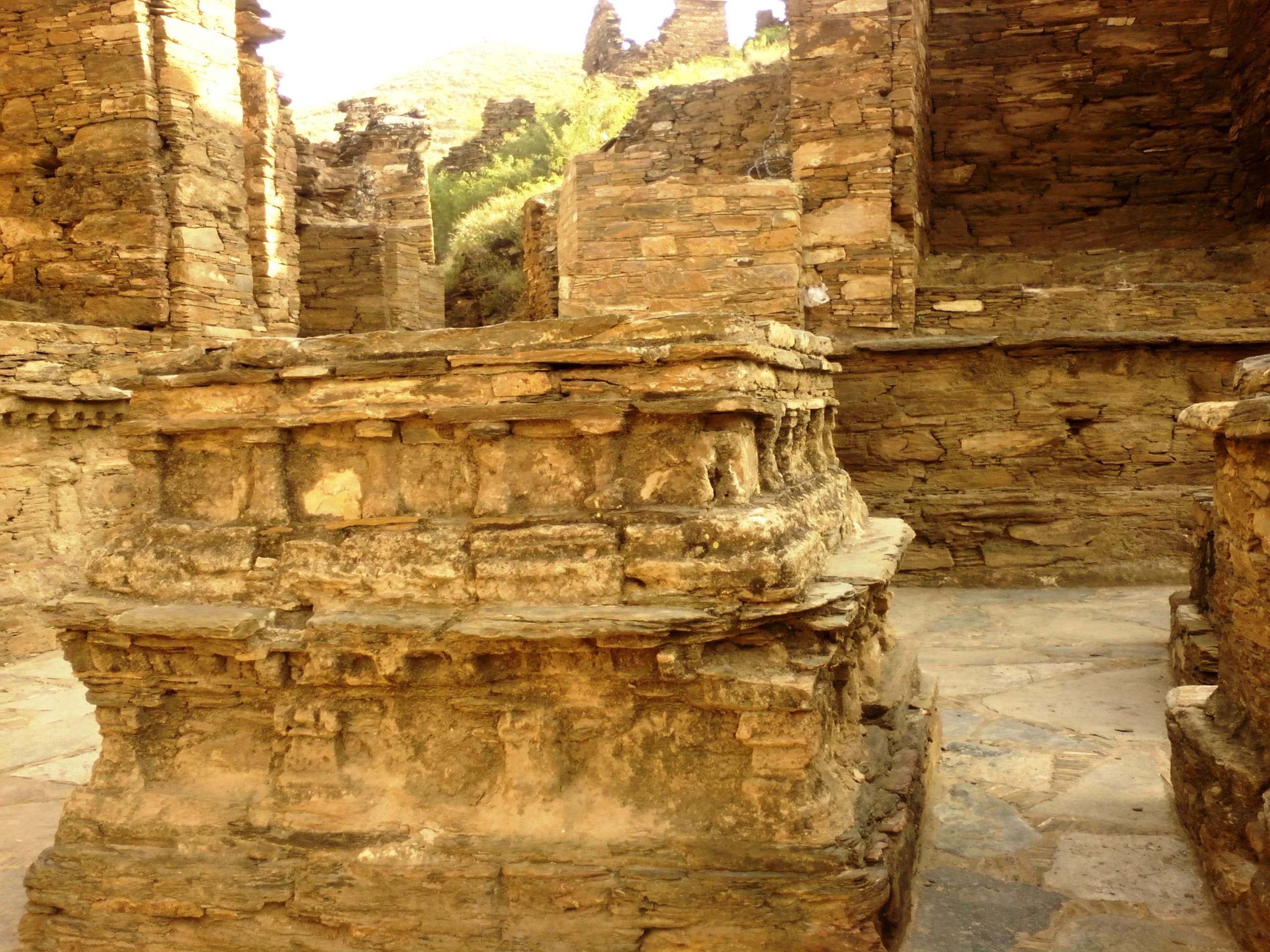
Stupa central de Takht-i-Bahi

La població estimada d'aquest complex es situava entre 250 i 350 habitants, en un moment en què altres complexos semblants què, com el de Sahr-i-Bahlol, estaven actius a la mateixa regió i, per tant, fou un clar exemple de la fe de la població, la qual, va animar a Gandhara en aquella època. El primer monestir només incloïa una stupa de mida modesta (la de l'actual pati de l'stupa votiva) envoltada de petites estupes heterogènies decorades amb elements narratius esculpits; mentre que el gran monestir quadrangular, distribuït en diversos nivells, va ser construït al segle III dC, on la seva totalitat consistia en: un pati principal amb cel·les per a monjos, un pati d'estupa amb capelles, dos complexos d'estupa addicionals i dos patis més.

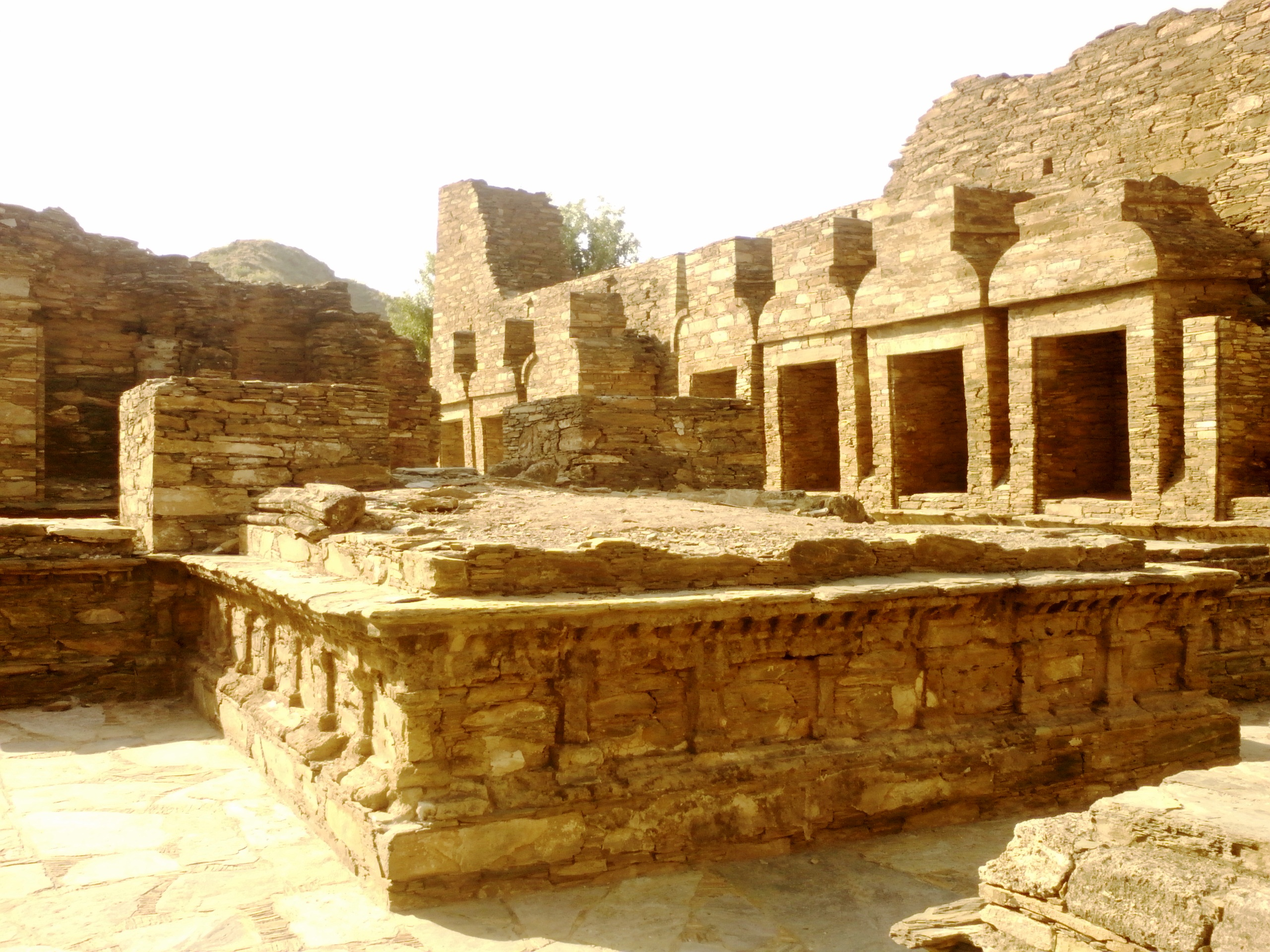
Zona sagrada de Takht-i-Bahi

La construcció, en esquist, es va fer seguint l'estil de les capes alternes, també anomenada maçoneria diapre. Pel que fa a l'evidència arqueològica és evident que, el monestir (vihara), estava compost per molts edificis individuals els quals inclouen les cambres dels monjos (bhikșu), el refectori (upasthāna-śālā), la cuina (aggi-śālā), un bany amb aigua calenta (janthāghara), un pou (udapāna-śālā) i altres habitacions de servei.
Al centre del monestir hi havia la zona sagrada situada en un gran pati de 36 x15 metres, envoltat de cel·les de meditació, 35 stupes petites votives i amb nínxols amb estàtues de Buda i Bodhisattvas. Cap al sud s'arriba a un altre pati on es troba l'stupa principal situada sobre una plataforma (4,5 metres quadrats) accessible per escales, el qual (el pati) també està envoltat de capelles; El costat que donava a aquest estava decorat amb mitjans pilars amb capitells d'acant corintis.
Tanmateix, les stupes laterals i nombroses estàtues, havien estat arrebossades amb calç, sobre les quals s'aplicaven colors brillants, destacant l'aplicació del daurat i, fins i tot, les parets del monestir estaven pintades al fresc amb aquestes tonalitats de tal manera que el monestir es veia atractiu amb les seves decoracions cromàtiques.

## Peces escultòriques
Grans estàtues a escala humana van enriquir la zona devocional situades en capelles dedicades a cadascuna d'elles on, no obstant això, les relíquies (situades a l'stupa) es van continuar venerant tot i la presència d'aquestes primeres peces, on van permetre (tan el complex com les stupes) un lloc per a la exhibició de peces de culte amb gran valor artístic-escultòric.
Moltes escultures de pedra es van traslladar al Museu de Peshawar entre el 1907 i el 1913, però la inscripció en pedra de Gondofares I es conserva al Museu de Lahore; aquest fet ha generat un enriquiment a alguns museus i col·leccions privades, malgrat no s'esmenta la seva atribució a una ubicació específica del lloc perquè aquestes mostres es van prendre, la majoria de vegades, sense cap referència a la ubicació d'origen.
S'hi van descobrir un total de 270 escultures aproximadament, de les quals 220 daten des del segle III dC fins a mitjans del segle V dC. La majoria de les escultures realitzades durant el període de major activitat (segle III dC- mitjans del segle V dC) estan modelades en terracota crua o estuc, normalment, ja que aquests materials són més fàcils de treballar vers l'esquist. El cos era, sobretot per a les grans escultures, de terracota crua, mentre que el cap i, de vegades, els peus eren d'estuc fet que explica el gran nombre d'escultures de cap que han sobreviscut sense els seus cossos. Tot i així, pel que fa als relleus escultòrics, les escenes narratives semblen haver estat substituïdes per imatges devocionals aïllades. Tot i això, cal destacar que totes les peces o fragments escultòrics que s'han trobat en aquest complex són figures del propi Buda (en totes les seves representacions), o bé escenes d'aquest mateix en el cas dels relleus, o Bodishattvas (nom que rep tota aquella figura que segueix el camí de Buda i ajuda als seguidors a arribar al Nirvana).
Tanmateix, aquestes escultures, responen a un estil típic de l'Escola de Gandhara on recorda, alhora, a l'hel·lenisme grecoromà, i són presents alguns dels trets principals com:
- Escultura produïda a partir d'esquist o estuc amb policromia.

- L'ús de la Kasaya, amb l'aplicació de la tècnica dels draps mullats.
- Anatomia marcada.
- Contrapostto en les figures escultòriques i dempeus.
- Cabells amb rínxols concèntrics.
- Nimbes de petita mida adossats al cap.
- Presència dels Lakshana en la imatge de Buda.
- Caps a la mateixa alçada on la jerarquia no és tan evident.
- En els fons dels relleus no sol haver-hi cap representació o ornamentació per tal de facilitar una lectura clara de l'escena. Tot i que a vegades pot haver-hi present certes elements arquitectònics o vegetals que divideixen l'espai escultòric.[7]

## Sahr-i-Bahlol
En les proximitats de les restes budistes de Takht-i-Bahi, a 5 quilòmetres de distància, es troben les runes de Sahr-i-Bahlol. Igual que Takht-i-Bahi, aquestes runes són una de les relíquies budistes més importants de la regió de Gandhara a Pakistan.
Es tracta d’una petita i antiga ciutat fortificada que forma part del període Kuixan, situada sobre un monticle allargat que fa uns 9 metres d’alçada i envoltada de muralles defensives. L’àrea cobreix gairebé unes 9,7 ha. Els límits de la ciutat fortificada i estan ben definits. Part de les muralles estan avui dia intactes tot i que estan una mica deteriorades.  

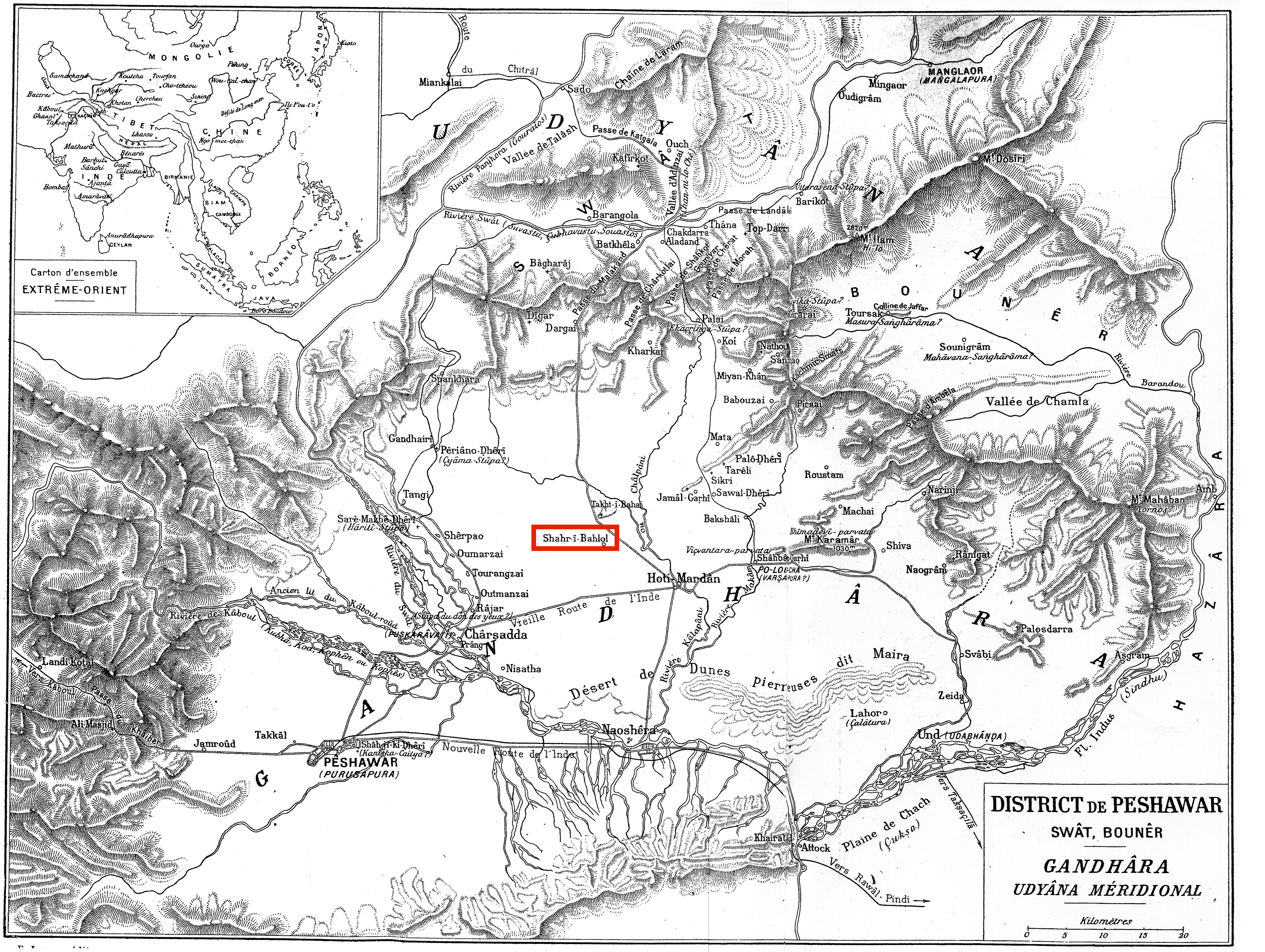
Ubicació geogràfica de Sahr-i-Bahlol en la regió de Gandhara

El lloc està cada vegada més amenaçat per les invasions, tot i que el creixement dels assentaments es va produir ja abans de 1911 quan van ser declarat monument protegit en virtut de la Llei de Preservació Antiga (1904). Es van construir cases directament sobre les runes antigues i només han sobreviscut les restes del mur perimetral.
Sahr-i-Bahlol està amenaçada per més factors a part de l’urbanístic. Un d’ells és la vegetació descontrolada que resulta una de les principals causes de descomposició, drenatge inadequat i falta de seguretat per evitar la invasió no autoritzada d’animals i humans i les excavacions il·legals. Altres factors que afavoreixen al deteriorament del lloc són la contaminació procedent de les fàbriques locals i el tràfic de vehicles.
Tot i que les responsabilitats de gestió recauen en el Departament Provincial d'Arqueologia (Provincia de Khyber Pakhtunkhwa) a Peshawar, les runes de Sahr-i-Bahlol són propietat privada dels Kan locals.

## Protecció i gestió dels jaciments
Actualment, Takht-i-Bahi estan sota la gestió del Departament Provincial d'Arqueologia (Provincia de Khyber Pakhtunkhwa) a Peshawar. Són considerades una les estructures monàstiques del territori amb un grau de conservació alt. Aquestes runes estan sota la Llei de Preservació Antiga (1904) i sota la Llei d'Antiguitats de Pakistan (1975), per tal de frenar les possibles degradacions, mitjançant un pla de conservació i restauració, per efectes meteorològics, geogràfics i, fins i tot, pels diversos fluxos de turisme que visiten el complex. Aquest pla ha passat per la creació, per part del govern provincial, d'una oficina subregional amb professionals i tècnics adequats. A més, s'han asignat recursos financers a través d'un presupost anual.
Durant el 2011 es va preparar un Pla Mestre per les runes de Takht-i-Bahi i les restes de Sahr-i-Bahlol. Aquest programa establia mesures per la protecció del lloc contra el vandalisme i estratègies per la conservació fisica de les runes i per l'estabilització de les seves estructures. Es van planificar millores per l'experiència dels visitants i, alhora, es van definir pautes pel desenvolupament futur del lloc, garantint que qualsevol activitat que es dugui a terme sigui compatible amb els valors patrimonials del lloc.
Degut a l'amenaça de l'urbanització, s'ha reconegut que els límits actuals de la propietat són inadeqüats i, en un esforç per controlar això, el govern provincial de Khyber Pakhtunkhwa ha considerat seriament ampliar els límits de la propietat adquirint el terreny, al voltant dels jaciments, per crear una zona d'esmorteïment més gran. A més a més, en un esforç per controlar la població, recentment s'ha declarat tota la zona muntanyosa, de 445 hectàrees, com "Reserva Arqueològica", de tal manera que aquesta designació proporciona un marc legal per protegir el lloc i el seu entorn.

## Origen dels Monestirs Budistes a Gandhara
L'art i l'arquitectura de Gandhara estan profundament lligats al budisme i a la vida monàstica a la regió, ja que el primer es va crear per a decorar els diferents espais com les estupes, temples i capelles. Els monestirs, situats tant a les ciutats com en les zones rurals, eren centres d'activitat religiosa, educativa i cultural on sorgeixen per la necessitat d'un espai per als mesos de pluja quan els monjos i seguidors de Buda feien retirs espirituals. La seva ubicació estratègica i el seu disseny funcional reflectien la importància de la sangha budista en la societat de Gandhara. Molts d'aquests complexos monàstics van tenir el seu lloc fora de les ciutats (com és el cas de Takht-i-Bahi), sovint en llocs elevats, per tal d'aïllar-se de la població. Amb el temps, la cultura monàstica budista va desenvolupar complexos arquitectònics amb habitatges, estupas, patis, centres d'ensenyament, biblioteques i àrees de treball.